# Kanpyō gyoki
Le Kanpyō gyoki (寛平御記, Journal impérial de l'ère Kanpyō) ou Journal impérial de l'empereur Uda (宇多天皇御記, Uda tennō gyoki) est un nikki bungaku (journal intime) rédigé dans une variante chinoise (hentai-kanbun) par l'empereur Uda. C'est le plus ancien journal de cour du Japon qui nous est parvenu. Avec le journal de l'empereur Murakami (村上天皇御記, Murakami tennō gyoki) et celui de l'empereur Daigo (醍醐天皇御記, Daigo tennō gyoki), il comprend la collection connue sous le nom Journal des trois règnes (三代御記, Sandai gyoki).

## Description
Le journal d'Uda est précieux comme source d'information sur les pratiques de cour durant son règne et sur l'antagonisme entre lui et le clan Fujiwara,. Il fournit par ailleurs des aperçus de la vie privée et des craintes de l'empereur Uda. Dans une entrée pour l'année 889 intitulée « Un rêve nié », Uda révèle qu'à l'âge de 17 ans, il voulait devenir prêtre bouddhiste et ne s'attendait pas à devenir un jour empereur du Japon. À l'occasion de l'intronisation de son père (l'empereur Kōkō) en 884, « il tremblait de peur ». Dans une entrée pour le deuxième mois, sixième jour de la même année (11 mars 889) intitulée « Pour l'amour d'un chat », Uda donne une description détaillée et humoristique des caractéristiques physiques de son chat et lui attribue une spiritualité yin et yang.

## Histoire
Selon les documents historiques, dix fascicules de ce journal sont connus en 1313. Des parties de l'ouvrage sont perdues au cours de la guerre d'Ōnin (1467-1477) et ce qui en reste aujourd'hui a été compilé à la fin de l'époque d'Edo par Nakatsu Hirochika (中津広昵) à partir de citations dans des textes secondaires et développé par Wada Hidematsu (和田英松). Il est publié au début du XXe siècle par Zoku Zoku Gunsho Ruijū 5.1-14. Les fragments existants couvrent la période 887-890 et occupent environ 14 pages dans les éditions imprimées modernes,,,.